# Romeu Silva
Romeu Fernando Fernandes da Silva, conosciuto anche solo come Romeu Silva (Vila Praia de Âncora, 4 marzo 1954) è un allenatore di calcio ed ex calciatore portoghese, di ruolo centrocampista.

## Carriera

### Club
Romeu ha sempre giocato nel campionato portoghese, debuttando a 19 anni con la maglia del Vitória Guimarães. Durante i 15 anni di militanza nella massima serie lusitana è riuscito a trionfare due volte, entrambe con il Benfica.

### Nazionale
Ha collezionato 11 presenze con la maglia della Nazionale.

## Statistiche

### Presenze e reti in Nazionale
| Cronologia completa delle presenze e delle reti in nazionale ― Portogallo | Cronologia completa delle presenze e delle reti in nazionale ― Portogallo | Cronologia completa delle presenze e delle reti in nazionale ― Portogallo | Cronologia completa delle presenze e delle reti in nazionale ― Portogallo | Cronologia completa delle presenze e delle reti in nazionale ― Portogallo | Cronologia completa delle presenze e delle reti in nazionale ― Portogallo | Cronologia completa delle presenze e delle reti in nazionale ― Portogallo | Cronologia completa delle presenze e delle reti in nazionale ― Portogallo |
| Data                                                                      | Città                                                                     | In casa                                                                   | Risultato                                                                 | Ospiti                                                                    | Competizione                                                              | Reti                                                                      | Note                                                                      |
| ------------------------------------------------------------------------- | ------------------------------------------------------------------------- | ------------------------------------------------------------------------- | ------------------------------------------------------------------------- | ------------------------------------------------------------------------- | ------------------------------------------------------------------------- | ------------------------------------------------------------------------- | ------------------------------------------------------------------------- |
| 03-04-1974                                                                | Lisbona                                                                   | Portogallo                                                                | 0 – 0                                                                     | Inghilterra                                                               | Amichevole                                                                | -                                                                         |                                                                           |
| 13-11-1974                                                                | Berna                                                                     | Svizzera                                                                  | 3 – 0                                                                     | Portogallo                                                                | Amichevole                                                                | -                                                                         |                                                                           |
| 20-11-1974                                                                | Londra                                                                    | Inghilterra                                                               | 0 – 0                                                                     | Portogallo                                                                | Qual. Euro 1976                                                           | -                                                                         |                                                                           |
| 13-05-1975                                                                | Glasgow                                                                   | Scozia                                                                    | 1 – 0                                                                     | Portogallo                                                                | Amichevole                                                                | -                                                                         |                                                                           |
| 17-10-1979                                                                | Bruxelles                                                                 | Belgio                                                                    | 2 – 0                                                                     | Portogallo                                                                | Qual. Euro 1980                                                           | -                                                                         |                                                                           |
| 23-09-1981                                                                | Lisbona                                                                   | Portogallo                                                                | 2 – 0                                                                     | Polonia                                                                   | Amichevole                                                                | -                                                                         |                                                                           |
| 14-10-1981                                                                | Lisbona                                                                   | Portogallo                                                                | 1 – 2                                                                     | Svezia                                                                    | Qual. Mondiali 1982                                                       | -                                                                         |                                                                           |
| 28-10-1981                                                                | Ramat Gan                                                                 | Israele                                                                   | 4 – 1                                                                     | Portogallo                                                                | Qual. Mondiali 1982                                                       | -                                                                         |                                                                           |
| 18-11-1981                                                                | Lisbona                                                                   | Portogallo                                                                | 2 – 1                                                                     | Scozia                                                                    | Qual. Mondiali 1982                                                       | -                                                                         |                                                                           |
| 16-12-1981                                                                | Haskovo                                                                   | Bulgaria                                                                  | 5 – 2                                                                     | Portogallo                                                                | Amichevole                                                                | -                                                                         |                                                                           |
| 17-02-1982                                                                | Hannover                                                                  | Germania                                                                  | 3 – 1                                                                     | Portogallo                                                                | Amichevole                                                                | -                                                                         |                                                                           |
| Totale                                                                    |                                                                           | Presenze                                                                  | 11                                                                        |                                                                           | Reti                                                                      | 0                                                                         |                                                                           |

## Palmarès

### Competizioni Nazionali
- Campionato portoghese: 2

Benfica: 1975-1976, 1976-1977